# Waded Cruzado
Waded Cruzado (1960) es una profesora puertorriqueña, educadora, y administradora universitaria. Ha sido la 12.ª rectora de la Universidad Estatal de Montana, en Bozeman, Estado de Montana.

## Biografía

### Primeros años
Waded Cruzado es originaria de Mayagüez, Puerto Rico. Es la mayor de cuatro hijos; y vivió en un hogar donde su abuela tomó la iniciativa en su educación. Sus padres la enviaron a una escuela privada parroquial, donde le prendió el amor por la literatura. Fue la primera de su familia en asistir a una universidad. En 1982, obtuvo un Bachelor of Arts magna cum laude en Literatura Comparada, por la Universidad de Puerto Rico (UPR). Y en 1984, obtuvo una maestría en Artes en castellano, por la Universidad de Texas en Arlington, y a su vez, en 1990, realizó la defensa de una tesis de doctorado obteniendo el PhD por la misma casa de altos estudios.

### Carrera
Después de un breve período como profesora e instructora, en la Pontificia Universidad Católica de Puerto Rico, Cruzado fue contratada, en 1990, como profesora en la Universidad de Puerto Rico, recinto universitario de Mayagüez (UPRM). En 1993, se convirtió en asistente de la Decana de Asuntos Estudiantiles (Decana de Estudiantes) de la Facultad de Artes y Ciencias de la UPRM Archivado el 5 de diciembre de 1998 en Wayback Machine.. En 1998, fue asignada Decana Asociada para Asuntos Académicos en la misma casa de altos estudios, y entre 1999 a 2002, ascendió a Decana. En 2003, se convirtió en decana de la Facultad de Artes y Ciencias de la Universidad Estatal de Nuevo México (NMSU) en Las Cruces. En el período 2007 a 2010, fue vicerrectora ejecutiva y preboste, siendo rectora interina desde 2008 a 2009. Y en enero de 2010, asciende a rectora de la Universidad Estatal de Montana en Bozeman.

#### Rectora de la Universidad Estatal de Montana
La Dra. Cruzado oficialmente tomó posesión de su cargo, como 12.ª rectora de la Universidad Estatal de Montana, el 4 de enero de 2010; y en menos de tres años se reformaron de manera significativa la concesión de tierras del Estado.
Sin aún finalizar un año en su administración, la rectora Cruzado lanzó una ambiciosa campaña para recaudar $ 10 millones para renovar las 7200 plazas de la zona del extremo sur del Estadio Bobcat. Los fondos pudieron recaudarse en un tiempo récord y renovarlos completamente en la temporada de fútbol 2011. El proyecto también incluyó mejoras a pistas y complejos del campo MSU. El proyecto realizado mejoró el juego, al tiempo que mejoró las prácticas y el entorno de competencia de pista y campo de los estudiantes-atletas. Es importante destacar que para la rectoría, la expansión sirvió para fortalecer el sentido de comunidad entre los estudiantes de MSU, profesores y personal con sus alumnos, fanes y amigos.
También en su primer año, la rectoría recibió una donación de $ 3 millones de Jake Jabs, presidente y CEO de Furniture Warehouse Americana en Denver. Jabs, un graduado en 1952, generosamente fundó el Centro Jake Jabs de Emprendedores para el New West, en la Facultad de Negocios de MSU. Jabs siguió con su donación inicial, un año más tarde con un segundo de $25 millones al Facultad de Negocios de MSU. Fue la donación más grande de la historia del Sistema de la Universidad de Montana y se utilizó en la construcción de edificios para la universidad, así como programas de becas y fondos.
La rectora Cruzado inauguró una nueva era de mayor comunicación con la revista semanal "Monday Morning Memo" para los miembros estudiantes, profesores y personal en los cuatro campus de MSU del Estado. También inició el programa Pure Gold, un reconocimiento semanal a los estudiantes y sobre la excelencia de los empleados. Así ha supervisado un esfuerzo de planificación estratégica para el recinto de la MSU en Bozeman, que vio subir la matrícula récord durante sus dos primeros años en el cargo.
La rectora Cruzado planificó mejoras a las instalaciones de los estudiantes. En 2011, obtuvo para la universidad $ 15 millones en emisión de bonos, y así mejorar las residencias estudiantiles. Y durante el verano de 2011, $3 millones fueron gastados en la Residencia Langford y Hapner, modernizándola, y en el Miller Dining Hall - el más grande del campus - se actualizaron los asientos por $ 400.000. Y la rectora, hizo que estudiantes estuvieron involucrados en todas las fases del proceso de diseño. Hubo fondos dedicados a proyectos actuales con $ 1,5 millones para modernizar aulas, $ 1,5 millones para mejorar sus accesibilidades, y $ 9 millones en proyectos de conservación de la energía, en todas las residencias y otras instalaciones auxiliares. En 2012, hubo una renovación de $ 6 millones para espacios públicos de Langford, y de las Residencias Hapner durante el verano, una actualización de butacas de 300.000 dólares en Harrison Dining Hall. Además, se hará un tercer edificio Suite Hedges de $ 7.000.000, lo que aumentará la capacidad de la vivienda a partir del otoño boreal de 2013.
Ella ha reafirmado la importancia de un entorno de campus como prioridad. Para ello, financiando numerosos programas y nombrando un director ejecutivo para supervisar las iniciativas relacionadas con el aumento en los estudiantes de educación financiera, ayudará a más estudiantes a graduarse en cuatro años y proporcionar más servicios de apoyo al estudiante como tutorías, orientación y asesoramiento.
En abril de 2011, la rectora Cruzado dio a conocer el Premio de la Rectoría de la MSU para investigadores noveles, hecho posible gracias al generoso $ 1 millón obsequio del exalumno de la MSU David Kem y de su esposa, Judith Raines. El premio está diseñado para reconocer a estudiantes que presenten un gran potencial, más que el propio rendimiento académico, y ayuda a cumplir uno de los objetivos de la rectora Cruzado de hacer a la Universidad más accesible.
La rectora Cruzado también ha proporcionado nuevas vías a la educación superior con la creación de los Programas Universitarios Gallatin, con su gama de grados de dos años y certificados de un año. También dio mayor capacidad de respuesta de la MSU a las necesidades y aspiraciones estudiantiles con la creación del Centro de Veteranos, y la Sala de Atención Familiar.
Sigue inspirando acerca del papel de la universidad pública, así ella ha llegado a ser conocida por su comprensión de la Ley Morrill, que creó la concesión de tierras al sistema universitario hace 150 años. Y es una apasionada defensora de la misión tripartita de esa concesión a la educación, la investigación y la difusión pública; jugando un papel importante más alto en el desarrollo de las personas y la prosperidad de la nación.
Bajo el liderazgo de la rectora Cruzado, la MSU fue nombrada ganadora del prestigioso Premio Compromiso C. Peter Magrath Universidad con la Comunidad por la Asociación de Universidades públicas y de concesión de tierras, en el otoño de 2011. El Estado de Montana fue reconocido por contribuciones de sus estudiantes hechas para llevar agua potable a una región en Kenia, a través del trabajo del capítulo MSU de Ingenieros Sin Fronteras. Teniendo en cuenta que sólo se da una vez al año, el premio Magrath reconoce a una universidad pública con un premio de $ 20.000. La MSU compitió frente a otras tres Universidades finalistas que tienen matrículas significativamente más grandes que la MSU: Michigan State, Penn State y la Universidad de Tennessee.
También en 2011, la Fundación Carnegie para el Avance de la Enseñanza otorgó a la MSU un premio en reconocimiento del compromiso de la universidad para la enseñanza y el fomento del voluntariado y la difusión de conocimientos que beneficia al público. MSU es una de 311 universidades de más de 4.400 alumnos, a nivel nacional, en condiciones de recibir este tipo de reconocimiento.
Esta fue la segunda clasificación Carnegie para la universidad. Desde 2006, la MSU ha sido incluido en Actividad de investigación muy alta ("very high research activity"), un logro que solo reciben menos del 3 % de las Universidades de la nación.
Durante el mandato de la rectora Cruzado, la MSU ha ganado competitivamente más de $ 215 millones para investigación. Entre 2011-12, la MSU estableció un récord institucional de $ 112,3 millones en gastos de investigación. Algunos de los proyectos más recientes incluyen la renovación del Laboratorio Cooley, merced a una donación de $ 15 millones de los Institutos Nacionales de Salud y una donación de $ 67 millones del Departamento de Energía para la Asociación secuestro de carbono Big Sky, que se encuentra en la MSU. En 2011, el Sistema de la Universidad de Montana fue galardonado con una beca de la Fundación Nacional de Ciencia de $ 20 millones para crear el Instituto de Ecosistemas, un esfuerzo de colaboración entre la MSU y la Universidad de Montana para dedicarse a la investigación y la divulgación pública de las ciencias ambientales.
Otra de sus ocupaciones es mejorar las relaciones comunitarias de los alumnos de la MSU. Tal vez su proyecto comunitario más visible ha sido la CatWalk de Bozeman: un modo de mejorar la relación entre la MSU y la comunidad, y la Banda MSU Spirit of the West Marching, que realiza visitas a empresas locales.
En marzo de 2012, la rectora Cruzado fue honrada con el galardón "Educador del Año 2011 Michael P. Malone" por los Embajadores de Montana" por demostrar logros sobresalientes, excelencia y liderazgo en el campo de la educación.
A fines de noviembre de 2012, el presidente Obama anunció su intención de nombrar a Cruzado en la Junta de  de Desarrollo Alimentario y Agrícola Internacional. La rectora es una de las siete personas que la Casa Blanca nombró para varios puestos internacionales.